# 玉福
玉福（？年—1822年），漢軍鑲黃旗人。清朝軍事人物。
乾隆五十五年（1790年）一甲一名武进士，授頭等侍衛。乾隆六十年（1795年）出官陝西神道嶺遊擊，歷官陝西延安營參將、平樂營參將。嘉慶五年（1800年）任甘肅哈密協副將。嘉慶十四年（1809年）因丁憂去職。嘉慶十六年（1811年）服闕，改湖廣督標中軍副將。嘉慶二十四年（1819年），任湖北鄖陽鎮總兵。